# 松江勇次
松江 勇次（まつえ ゆうじ、1951年 - ）は、日本の農学者。農学博士（鳥取大学）、九州大学農学部農学研究院特任教授。中国天津農学院客員教授、日本水稲品質・食味研究会会長。米の食味評価法や米の食味に及ぼす栽培環境の影響および遺伝子レベルでの食味研究に関する研究者。「スマート農業技術の開発・実証プロジェクト」及び「スマート農業加速化実証プロジェクト」課題審査委員。

## 経歴
1951年、福岡県の出身。鳥取大学大学院農学研究科修士課程を修了(作物学専攻)。1982年、福岡県農業総合試験場（研究職員）。農産部長、場長に就任。2008年12月、「元気つくし」を品種登録。2009年3月28日、日本作物学会日中交流協定締結記念シンポジウム『中国におけるジャポニカ米の食味研究の現状について』のオーガナイザー。2011年4月、九州大学農学研究院特任教授に就任。2013年3月29日、『わが国における水稲高温登熟条件下での米の品質, 食味研究戦略』のオーガナイザー。2018年10月13日、平成30年度日本農学会公開シンポジウム『未来農学-100年後の農業・農村を考える-』のパネラー。

## 受賞
- 2013年3月、日本作物学会日本作物学会論文賞（第10回）中国ジャポニカ型水稲品種の日中両国間におけるパネル構成員が異なる場合での食味評価
- 2012年2月、読売新聞社読売農学賞[12]。
  - 1月、日本農学会 日本農学賞「米の食味評価法の確立と栽培環境の影響の解析に基づいた良食味米の生産技術に関する研究」[13]。
- 2011年10月、天津市政府天津海河友誼賞[14]。
  - 2月、福岡県福岡県知事研究表彰 「ラーメン用小麦品種ちくしW2号の育成」
- 2010年2月、天津市政府国際科学技術合作賞
- 2005年9月、福岡県福岡県知事研究表彰 「福岡オリジナルソフト清酒の開発」
- 2004年、日本作物学会日本作物学会論文賞（第1回）有機栽培を行った米飯の食味と理化学的特性
- 2000年、日本作物学会日本作物学会賞（第47回）北九州における米食味に及ぼす栽培環境条件の影響に関する研究

## 取得特許
- 米飯物性が改善されたブレンド米（特願2001-386015）

## 所属学会
- 日本育種学会[15]。
- 日本応用糖質科学会[16]。
- 日本家政学会[17]。
- 日本作物学会[18]。
- 日本食糧・栄養学会[19]。

## 著書

### 単著
- 『米の外観品質・食味 最新研究と改善技術』養賢堂 ISBN 9784842505633（2018年2月）
- 『作物生産からみた米の食味学』養賢堂 ISBN 978-4842505084（2013年1月）[20]。
- 『米の食味学 作物生産からみた』養賢堂 ISBN 9784842505084（2012年12月）
- 『水稲食味学』天津教育出版

### 共著
- 晃明南石、洋佑長命 著『TPP時代の稲作経営革新とスマート農業: 営農技術パッケージとICT活用』ISBN 9784842505428 養賢堂（2016年）
- 『作物学事典』ISBN 9784254410358 朝倉書店 （2012年6月25日）
- 日本作物学会北陸支部・北陸育種談話会『コシヒカリ』ISBN 9784540950223 農山漁村文化協会（1995年12月）

## 論文
- 『外国産ジャポニカ米の官能食味試験評価及び国産米競争力分析に関する学際研究』日本学術振興会: 科学研究費助成事業（研究期間: 2013年4月 - 2016年3月）代表者: 伊東正一
- 『米の味とアミノ酸含量、組成との関係 米の食味と理化学的特性に関するQTL解析と実証 米の食味評価方法』